# 카티푸난

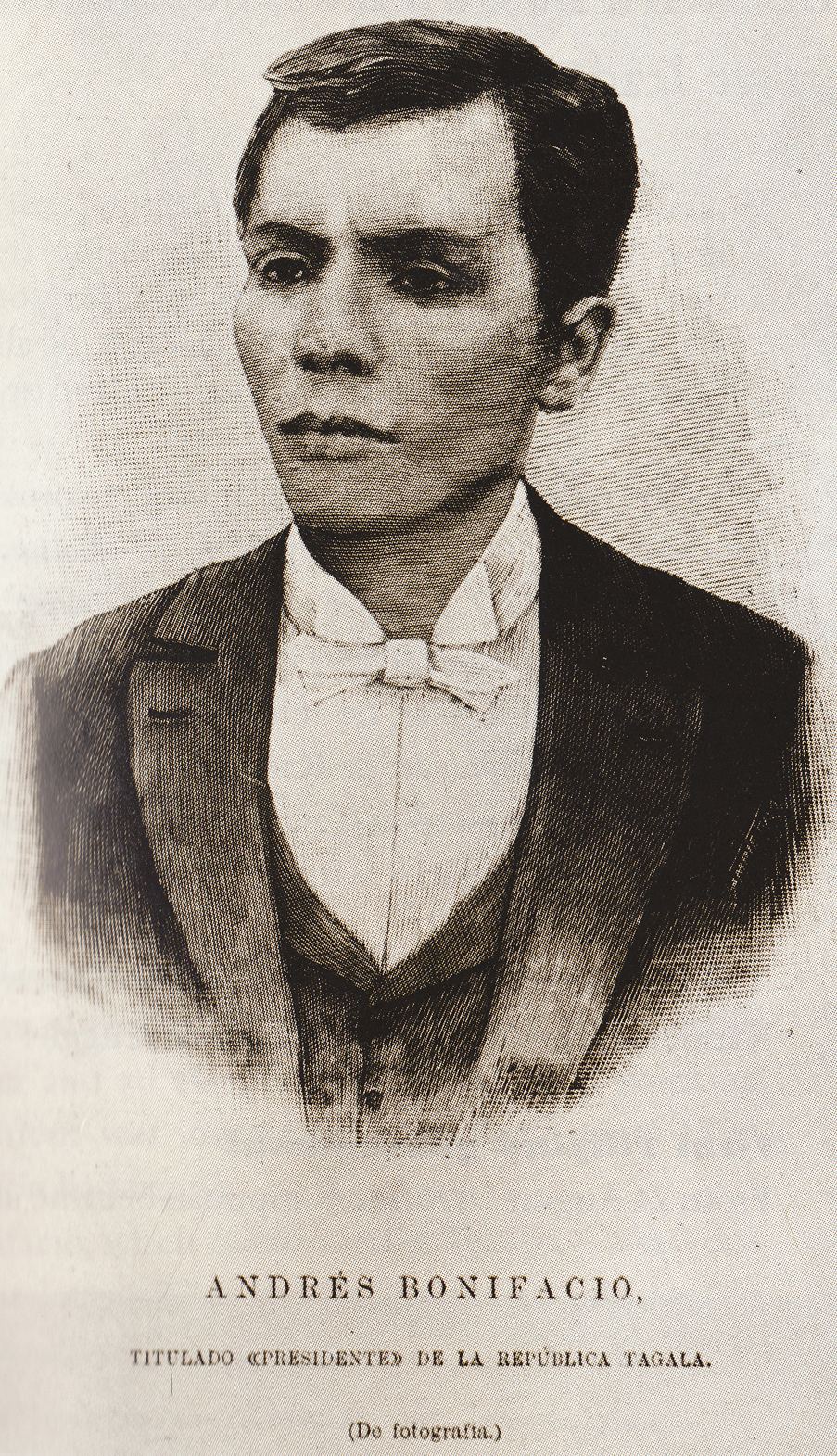
카티푸난의 설립자 안드레스 보니파시오

카티푸난(타갈로그어: Katipunan)은 필리핀의 무장 독립운동 단체이자 정당으로 정식 명칭은 가장 위대하고도 존경스러운 이 땅의 자녀들의 모임(타갈로그어: Kataas-taasang, Kagalang-galangang Katipunan ng mga Anak ng Bayan, 스페인어: Suprema y Venerable Asociación de los Hijos del Pueblo)이다. 1892년 안드레스 보니파시오가 설립하였다. 필리핀의 첫 독립 이후 1897년 이후에는 정당으로 변신하였다.
스페인으로부터의 독립을 목적으로 1892년에 안드레스 보니파시오 등에 의해 필리핀의 민족주의 단체로 설립되었으며, 안드레스 보니파시오, 에밀리오 아기날도, 아폴리나리오 마비니 등이 주요 지도자였다. 1901년 이후에는 미국에 대한 저항운동을 계속해 나갔다.
창설자 보니파시오는 4년여 간 필리핀 각지에 독립지사들을 포섭, 1896년 8월 스페인에 대한 봉기를 선언했다. 훗날 아기날도 역시 카티푸난에 영입했는데, 1897년 카티푸난의 내부 항쟁에서 아기날도가 승리하여 보니파시오를 총살하고 지도권을 잡게 된다.

## 배경

카티푸난의 초기 깃발

1800년대 후반 스페인의 식민지 말기의 필리핀은 스페인 총독부의 무거운 세금과 중노동에 시달리고 있었고 각지에서 스페인 통치에 항거하는 시위와 반 스페인 여론이 나타났다.
이후 호세 리살 등은 스페인 유학 중 이런 착취를 알려서 크게 반향을 일으키는가 하면 안드레스 보니파시오 등은 무장 투쟁을 주장했다. 언론인, 민족주의 시인이며 소설가인 호세 리살은 필리핀에서의 스페인 통치의 개혁과 자치 운동을 요구하였다. 그러나 리살의 개혁, 자치운동과는 달리, 보니파시오는 스페인으로부터의 완전 독립을 주장했다.
1892년 보니파시오는 마닐라에서 비밀결사단체 카티푸난을 결성했다. 회원수는 10만에서 4년 만에 40만 명 정도로 증가하였다. 이것은 프리메이슨주의의 의식과 조직체계를 본뜬 것이며, 회원 대부분이 타갈로그 인들이었다.

## 저항

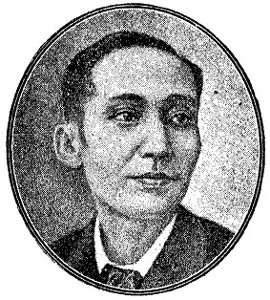
카티푸난의 이론가 아폴리나리오 마비니

카티푸난의 2번째 지도자 에밀리오 아기날도

1892년 안드레스 보니파시오 등의 중심으로 마닐라 근처의 비밀지대에서 비밀결사 카티푸난이 결성되었고 1896년 8월에 무장 봉기를 일으키게 된다. 스페인의 눈을 피하기 위해 그는 서서히 비밀리에 회원을 모집하고 독립 준비를 했다. 카티푸난은 처음에는 서서히 성장했다. 그러나 1896년까지 그는 스페인의 압제에 반발하는 필리핀 시민과 지식인 등 20만 명의 회원을 확보하고 마닐라와 중부 루손섬, 파나이섬, 민도로섬, 민다나오섬 등 필리핀 외곽의 섬 지방에도 지부를 두었다. 회원들은 대부분 노동자와 농민들, 스페인에 의해 강제로 착취당하던 빈민, 실직자 등도 포섭하였다. 한편 도시의 중산계층은 혁명보다는 개혁을 원했다. 그는 중산층 이상의 시민에게도 협력을 요청했지만 이들은 협력을 거부한다.
1896년 8월 안드레스 보니파시오는 루손에서 오랜 계획 끝에 반란을 일으키고, 스페인에 대한 봉기를 선언했다. 그러나 정식 훈련을 받지 못한 의용군은 스페인 군대와의 교전에서 거듭 패배하여 북부의 몬탈반으로 퇴각하지 않을 수 없었다. 그러나 그의 부관 가운데 에밀리오 아기날도는 저항을 계속했다. 스페인이 반란자들을 체계적으로 색출해내고 이들의 근거지와 새 계획까지 미리 탐지함에 따라 보니파시오가 무능한 군사지도자인 것이 드러났다. 결국 카티푸난의 회의에서 안드레스 보니파시오는 점차 부관들 사이에서 신망을 잃어갔다.

## 초대 대통령 선출과 독립

카티푸난 깃발

1897년 3월 카티푸난의 테제로스에서 열린 회의에서 보니파시오 대신 아귀날도를 필리핀 공화국의 새로운 대통령으로 추대했다. 이후에도 카티푸난은 정당의 형태로 계속 존재하게 된다. 이에 설립자 보니파시오는 이를 탈퇴, 독자적으로 정부를 구성하려다가 반역죄로 체포되어 처형된다.

## 미국에 대한 저항
개전 초기 독립정부를 구성한 에밀리오 아기날도의 필리핀 공화국의 탄압으로 지도부가 와해되었다. 미국-필리핀 전쟁 당시 카티푸난은 카비테(Cavite)주를 중심으로 미국에 대한 게릴라전을 전개하였다. 수적 열세와 무장의 빈약함에도 불구하고 소규모 병력을 노린 매복공격등으로 전과를 올렸다. 그러나 보니파시오 사후 점조직화된 카티푸난은 조직 간의 통합된 명령 체계의 상실.미군의 집요한 공격에 패전을 거듭했으며 끝내 저항을 끝내게된다.

## 같이 보기
- 필리핀 제1공화국
- 필리핀-미국 전쟁
- 비밀결사
- 미국-스페인 전쟁